# Аньези, Луиджи
Луиджи Аньези (итал. Luigi Agnesi, настоящее имя Луи Фердинанд Леопольд Анье, фр. Louis Ferdinand Leopold Agniez; 17 июля 1833 года, Эрпан, ныне в составе Намюра — 2 февраля 1875 года, Лондон) — бельгийский оперный певец (бас-баритон), дирижёр и композитор.

## Биография
Окончил Брюссельскую консерваторию (1853), ученик Шарля Босле (гармония) и Франсуа Жозефа Фети (композиция). Как лауреат бельгийской Римской премии провёл два года в Италии. Руководил различными брюссельскими хорами. В 1858 году в брюссельском театре «Ла Монне» была поставлена единственная опера Аньези, «Викинг Хермольд» (фр. Hermold le Normand), не имевшая успеха. После этого Анье отказался от сочинительства и сконцентрировался на певческой карьере, для чего в 1861 году поступил в Парижскую консерваторию в класс Жильбера Дюпре.
В начале 1864 года, итальянизировав своё имя и фамилию, дебютировал на сцене парижской Итальянской оперы, где его партнёршами были сёстры Маркизио. Имя Аньези связано с Маленькой торжественной мессой Джоакино Россини, в премьере которой ему удалось поучаствовать дважды: 14 мая 1864 года, когда была представлена первоначальная камерная версия, и 28 февраля 1869 года, когда впервые прозвучал оркестрованный вариант. Особенно популярен Аньези был на лондонской сцене, где дебютировал в 1865 году и выступал сперва в театре Ковент-Гарден, а в 1871—74 годах на постоянной основе в театре Друри-Лейн, не считая многочисленных выступлений на провинциальных сценах и в рамках различных фестивалей. Наиболее яркими партиями Аньези считались Генрих VIII в «Анне Болейн» и Альфонсо в «Лукреции Борджа» Гаэтано Доницетти, а также Ассур в «Семирамиде» Россини — партия, которой Аньези дебютировал в Париже и в которой блистал в Лондоне в ансамбле с Терезой Титьенс. Среди других видных партнёрш Аньези в Лондоне была Ильма ди Мурска. Помимо оперного репертуара, современники отмечали удачу Аньези в исполнении оратории Уильяма Кротча «Палестина».